# Vrh nad Laškim
Vrh nad Laškim je naselje u slovenskoj Općini Laškom. Vrh nad Laškim se nalazi u pokrajini Štajerskoj i statističkoj regiji Savinjskoj. 

## Stanovništvo
Prema popisu stanovništva iz 2002. godine naselje je imalo 137 stanovnika.